# Väninnor (1996)
Väninnor är en svensk dokumentärfilm från 1996 i regi av Cecilia Neant-Falk och Nina Bergström. Filmen var deras filmregidebut.
Filmen skildrar fem äldre kvinnor som berättar om sin homosexualitet. De beskriver svårigheter, glädjeämnen och sökandet efter en identitet.
Väninnor producerades av Anna G. Magnúsdóttir och spelades in efter ett manus av Neant-Falk och Bergström. Filmfotografer var Lisa Hagstrand och Mia Turos och den premiärvisades 25 oktober 1996 på biografen Zita i Stockholm. I februari 1997 visades den på Göteborgs filmfestival och den 15 maj samma år på Sveriges Television. Den belönades med Prix du Centre Evolutif de Lilith vid Lesbian Film Festival i Paris 1997 och samma år fick den ett hedersomnämnande vid en festival i Los Angeles.

## Mottagande
Aftonbladet ansåg att bilderna ibland blev enformiga, men att berättelserna var engagerande. Dagens Nyheter uppmanade folk att se filmen och kallade den "en kärleksfilm och en storslagen sådan." Expressen berömde precis som Aftonbladet berättelserna, men ansåg den bildmässiga enkelheten och regin gjorde intervjupersonerna obekväma. Svenska Dagbladets anmälare var positiv och beskrev filmens berättarteknik som "enkel men effektiv". Även tidningen Arbetet var positiv och beskrev Vänninor som "en lika varm som välgörande liten film". Göteborgs-Posten var övervägande positiv men menade att filmens berättargrepp inte alltid fungerar.